# مورچه‌های قارچ‌کار
مورچه‌های قارچ‌کار (نام علمی: Attini) نام یک تبار از تیره مورچه است.